# Danseuses de Delphes (sculpture)
Pour les articles homonymes, voir Danseuses de Delphes.
Les Danseuses de Delphes, plus justement, des caryatides, éléments de la colonne aux acanthes, sont trois figures en ronde-bosse de la sculpture grecque classique, surmontant une colonne d'acanthes et qui devaient soutenir un trépied dont la cuve contenait un omphalos. Elles ont été trouvées près du sanctuaire d'Apollon pythien à Delphes et sont conservées au musée archéologique de Delphes.
Ces figures ont inspiré à Claude Debussy le premier de ses Préludes.

## Description
Les fragments sont mis au jour entre mai et juillet 1894 sur les terrasses à l'est et au nord-est du temple d'Apollon. Les fouilleurs reconstituent rapidement ce qui s'avère être une colonne d'une hauteur totale de 13 mètres environ, composée de cinq tambours et d'un chapiteau orné de feuilles d'acanthe et surmonté d'une prolongation de la tige, à laquelle s'adossent trois figures féminines hautes de 1,95 mètre, habillées d'un chiton (tunique courte) et portant un kalathos. Les pieds nus, suspendues en l'air et le bras levé, elles ressemblent à des danseuses, d'où le nom qui leur a été donné.
Les scellements du sommet du chapiteau et la forme concave de la partie supérieure du fût, au niveau de la tête des Danseuses, ont permis de comprendre que l'ensemble servait de support à la cuve d'un trépied colossal, probablement en bronze, dont les pieds reposaient sur le chapiteau, encadrant ainsi chaque statue.

## Datation

### Première datation: avant373av. J.-C.
Les fragments ayant été découverts dans le même remblai que les restes des frontons du temple archaïque, on croit d'abord que le monument appartient à la même période — c'est-à-dire avant le tremblement de terre de 373 av. J.-C. —, datation haute qui paraît peu compatible avec le style des statues, qui relève plus de la période 335-325 av. J.-C.

### Datation basse: vers 340-330av. J.-C.
En 1963, la publication plus précise des différents lieux de découverte des fragments montre que ces derniers n'ont en fait pas de lien avec les restes du temple archaïque. On fait alors le lien entre la colonne et d'autres éléments trouvés au même endroit :
- une base inscrite en calcaire ;
- une fondation en poros (sorte de tuf) ;
- deux blocs inscrits en calcaire, l'un blanc et l'autre gris.

Le piédestal porte l'inscription ΠΑΝ, marque de l'entrepreneur Pankratès d'Argos, dont l'activité est attestée par les comptes des naopes (commissaires) de Delphes de la période 346-345 av. J.-C.. En outre, la base se trouve adossée au monument de Daochos, un ex-voto daté précisément entre 336-335 av. J.-C. et 333-332 av. J.-C., et le téménos de Néoptolème, contemporain. Les deux blocs sont interprétés comme les première et troisième marches d'un socle à triple degré, dont la seconde marche serait manquante, reposant sur la fondation. Le bloc blanc porte un reste de dédicace mentionnant comme dédicant le peuple athénien ; la forme des lettres et les autres éléments permettent de dater l'ensemble à l'Hellénistique Ancien.

### L'hypothèse Vatin: en 375
En 1983, l'épigraphiste Claude Vatin lit sur le bloc gris une inscription mentionnant le nom de l'archonte athénien éponyme, Hippodamas, et de l'archonte delphique Léocharès, ce qui placerait en fait la dédicace en 375 av. J.-C., année de la victoire navale contre Sparte du stratège Timothée à Alyzeia, ville d’Acarnanie. L'Athénien aurait donc consacré les Danseuses après sa victoire ; endommagées par la suite — peut-être par le tremblement de terre de 373 av. J.-C. —, elles auraient été érigées de nouveau 50 ans plus tard, après que la colonne et le support ont été réparés. Enfin, Vatin lit sur le bloc gris la signature du sculpteur Praxitèle, ce qui remonterait l'ensemble de la chronologie généralement admise pour sa carrière.

« Sous l'archontat de Léocharès à Athènes, et celui d'Hippodamas à Athènes, les Athéniens et leurs alliés, sur le butin pris aux Lacédémoniens, ont consacré à Apollon Pythien le trépied et les jeunes filles. »

— Œuvre de Praxitèle.
L'historien de l'art Antonio Corso a confirmé ces observations, mais aucun autre spécialiste n'a été en mesure de trouver une inscription à l'endroit indiqué. Ensuite, les faces nord et est de la base et du socle de la Colonne ne sont que grossièrement finies, signifiant que leur adossement respectivement à l'ex-voto de Daochos et au téménos de Néoptolème était prévu dès le départ. Enfin, sur le plan stylistique, le rendu des feuilles d'acanthe placerait la Colonne entre le Philippéion d'Olympie et le monument de Lysicrate à Athènes, c'est-à-dire avant 334 av. J.-C..

## Interprétation
Le dédicant étant le peuple athénien, on a proposé de voir dans les danseuses les trois filles de Cécrops — autochtone à demi-serpent, premier roi légendaire de l'Attique — et d'Aglauros. Dans l’Ion d'Euripide, le chœur les décrit en train de danser sur le flanc nord de l'Acropole, non loin du Pythion, point de départ de la voie sacrée reliant Athènes à Delphes. Les Aglaurides seraient donc représentées ici en tant que personnification de la terre arable, l'acanthe symbolisant leur rôle dans la croissance des végétaux.
Parmi les autres interprétations proposées, certains auteurs ont suggéré que le groupe des danseuses de Delphes pourrait aussi figurer une représentation des trois Thries.
Une nouvelle restitution et interprétation ont été proposées en 2020 par Didier Laroche et Anne Jacquemin. Il pourrait s'agir des Brises (Aurai) qui déposent le trépied d'Apollon lors de son retour périodique à Delphes. Les figures féminines ne danseraient donc pas. Le trépied est surmonté d'un grain de blé avec son germe (agyeus) qui est une représentation aniconique d'Apollon Sitalkas. Ainsi, cette pierre conique ne serait pas un omphalos et aurait été surmontée d'un "mât" portant un disque horizontal. Il faudrait établir un lien étroit entre cette colonne et le décor du fronton oriental du temple d'Apollon (nouvelle restitution et interprétation proposées par D. Laroche et A. Jacquemin). Les dédicants seraient plutôt les Phocidiens qui offrent cette « colonne aux acanthes » en guise d'une amende à la suite d'un sacrilège envers Delphes (vol de terres sacrées). Une statue citée par Pausanias semblerait justement correspondre à cette colonne et à cette histoire d'amende. Le peuple Athénien ne pourrait donc pas être le dédicant de ce monument. Toutefois, il y serait malgré tout associé, peut-être en offrant le marbre pentélique ou en mettant à disposition un sculpteur athénien. D. Laroche et A. Jacquemin confirment la datation actuelle, c'est-à-dire aux environs de 330 avant notre ère.

Colonne des danseuses. « Vers 330 AEC » : date du musée en 2022.
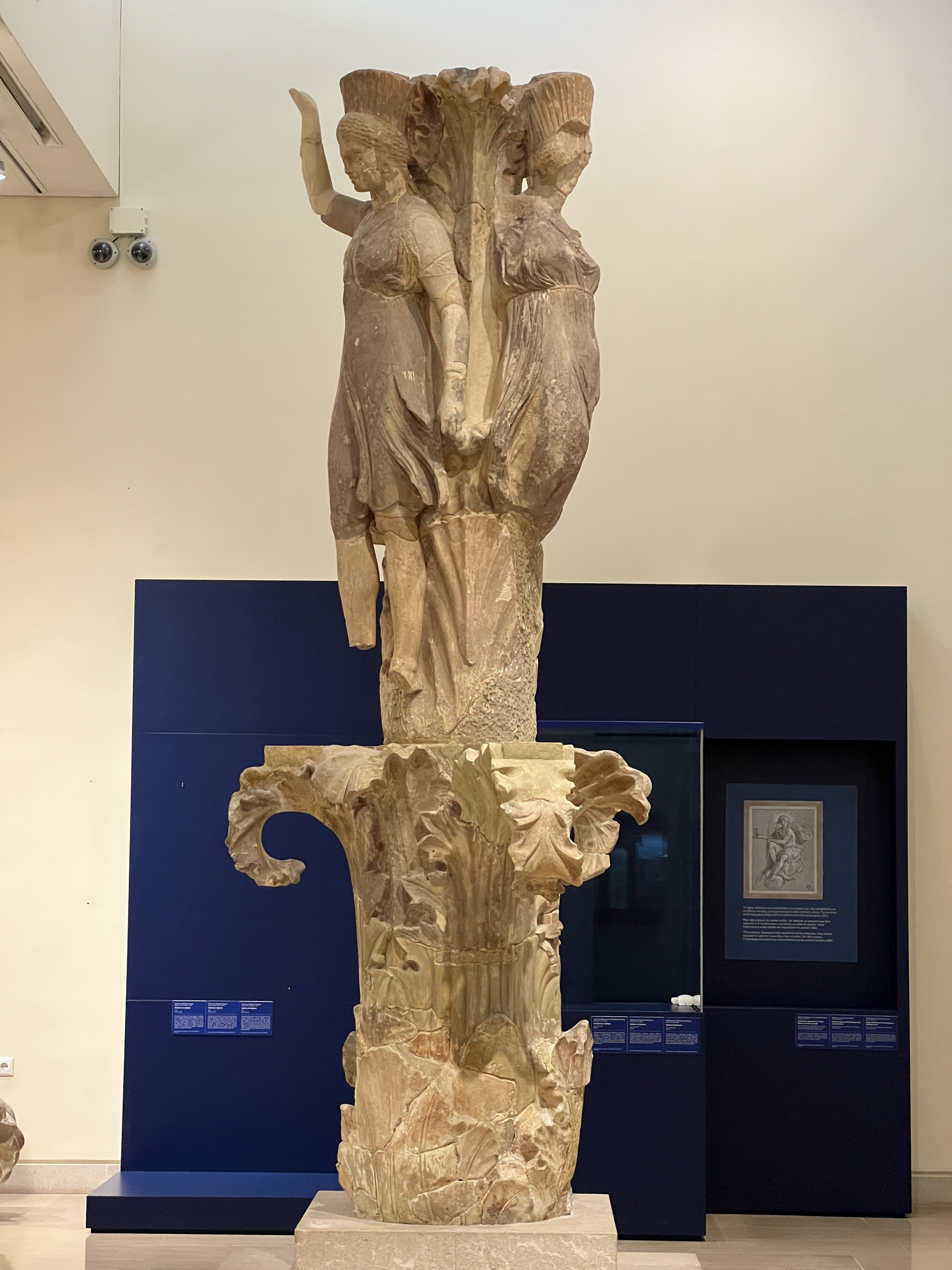
Danseuses de Delphes. Partie supérieure de la colonne
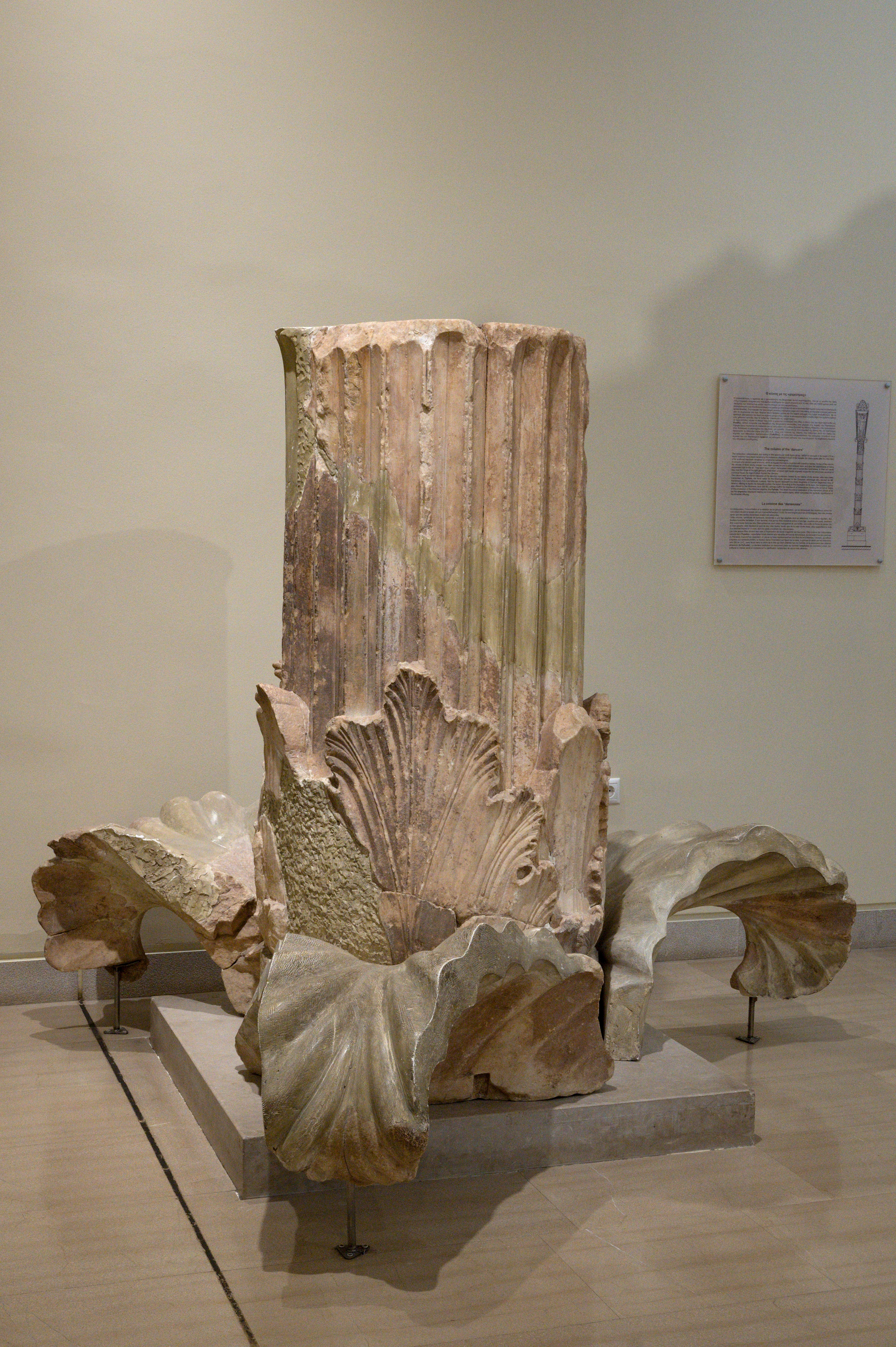
Une partie de la colonne d'acanthes. Cartel: dessin d'une reconstitution de la colonne à l'origine
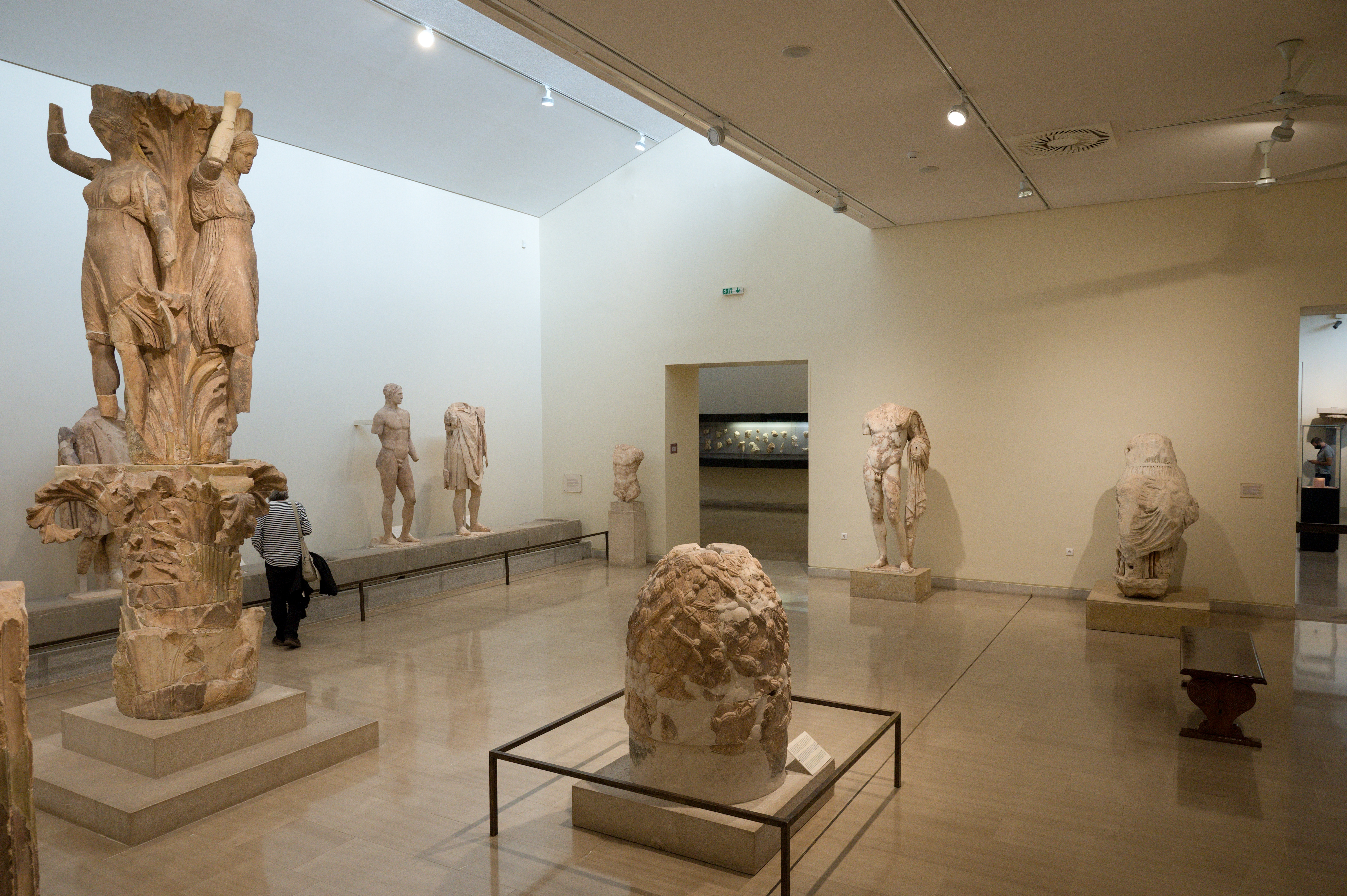
A gauche : Danseuses de Delphes, partie supérieure de la colonne. A droite : Omphalos (symbole de l'oracle), sommet de la colonne. Hauteur de la colonne antique : environ 13 m[19].

## Autres
Claude Debussy a intitulé le premier de ses préludes pour piano, publiés en 1910 chez Durand, Danseuses de Delphes. Il n'avait jamais vu le groupe sculpté, mais le connaissait par une reproduction. Il s'agit d'une pièce lente, de type sarabande, les trois temps de la pièce pouvant évoquer la colonne circulaire et les trois corés.